# نلسون ماندلا
نِلسون رولیهلاهلا ماندِلا (انگلیسی: Nelson Rolihlahla Mandela؛ ۱۸ ژوئیه ۱۹۱۸ – ۵ دسامبر ۲۰۱۳) فعال ضد آپارتاید و سیاستمدار اهل آفریقای جنوبی بود که از سال ۱۹۹۴ تا ۱۹۹۹ به‌عنوان نخستین رئیس‌جمهور  سیاه‌پوست این کشور و اولین رئیس‌جمهوری که از طریق انتخاباتی کاملاً دموکراتیک و فراگیر برگزیده شد، خدمت کرد.  دولت او تمرکز خود را بر برچیدن میراث آپارتاید و ترویج آشتی میان نژادهای مختلف قرار داد. از نظر ایدئولوژی، ماندلا ملی‌گرای آفریقا و سوسیالیست  بود و بین سال‌های ۱۹۹۱ تا ۱۹۹۷ ریاست حزب کنگره ملی آفریقا را بر عهده داشت.
ماندلا در دانشگاه فورت هِر و سپس دانشگاه ویتواترسرند حقوق خواند و پس از آن به‌عنوان وکیل در ژوهانسبورگ مشغول به کار شد. در همان‌جا به سیاست‌های استعمارزدایی و ملی‌گرایی آفریقایی علاقه‌مند شد و در سال ۱۹۴۳ به کنگره ملی آفریقا  پیوست و در سال ۱۹۴۴ یکی از بنیان‌گذاران شاخه جوانان این حزب شد. پس از آن‌که حزب ملی با اعضای دولتی سفیدپوست  در آفریقای جنوبی نظام آپارتاید را – که نوعی جداسازی نژادی با امتیازدهی به سفیدپوستان بود – برقرار کرد، ماندلا و کنگره ملی آفریقا مصمم به سرنگونی این نظام شدند. او به ریاست شاخه ترانسفال حزب کنگره ملی آفریقا رسید و به دلیل نقش پررنگش در کمپین نافرمانی مدنی سال ۱۹۵۲ و کنگره مردم در سال ۱۹۵۵ به چهره‌ای برجسته تبدیل شد. ماندلا بارها به دلیل فعالیت‌های تحریک‌آمیز بازداشت شد و در دادگاه خیانت سال ۱۹۵۶ محاکمه شد، اما تبرئه گردید. او که تحت تأثیر اندیشه‌های مارکسیستی قرار گرفته بود، به‌صورت پنهانی به حزب کمونیست آفریقای جنوبی که در آن زمان غیرقانونی بود، پیوست. اگرچه در ابتدا به اعتراضات مسالمت‌آمیز پایبند بود، اما در سال ۱۹۶۱ با همکاری حزب کمونیست، سازمان نظامی اومخونتو وسیزوه را بنیان‌گذاری کرد که هدفش انجام عملیات خرابکارانه علیه دولت آپارتاید بود. او در سال ۱۹۶۲ دستگیر و زندانی شد و در دادگاه ریونیا، به جرم توطئه برای سرنگونی حکومت، به حبس ابد محکوم شد.
ماندلا ۲۷ سال از عمر خود را در زندانی در جزیره روبن، زندان پولسمور و زندان ویکتور ورستر گذراند. در پی افزایش فشارهای داخلی و بین‌المللی و نگرانی‌ها از وقوع جنگ داخلی نژادی، رئیس‌جمهور وقت، اف. دبلیو. کلرک، در سال ۱۹۹۰ او را آزاد کرد. ماندلا و کلرک با همکاری یکدیگر تلاش‌هایی را برای پایان دادن به نظام آپارتاید آغاز کردند که در نهایت به برگزاری نخستین انتخابات چندنژادی در سال ۱۹۹۴  انجامید. در این انتخابات، ماندلا حزب کنگره ملی آفریقا را به پیروزی رساند و رئیس‌جمهور شد. ماندلا با رهبری یک دولت ائتلافی گسترده که قانون اساسی جدیدی را تدوین کرد، بر آشتی میان گروه‌های نژادی کشور تأکید داشت و کمیسیون حقیقت و آشتی را برای بررسی نقض حقوق بشر در گذشته تأسیس کرد. از نظر اقتصادی، دولت ماندلا چارچوب لیبرالی دولت پیشین را حفظ کرد، با وجود آنکه باورهای شخصی‌ او بیشتر به سوسیالیسم گرایش داشت. با این حال، او اقداماتی برای اصلاح ارضی، مبارزه با فقر و گسترش خدمات درمانی اجرا کرد. در عرصه بین‌المللی، ماندلا در محاکمه مربوط به بمب‌گذاری پرواز ۱۰۳ پان‌ام نقش میانجی‌گر را ایفا کرد و از سال ۱۹۹۸ تا ۱۹۹۹ دبیرکل جنبش عدم تعهد بود. او از پذیرش دوره دوم ریاست‌جمهوری خودداری کرد و معاونش، تابو امبکی، جانشین او شد. ماندلا پس از کناره‌گیری از سیاست، به عنوان شخصیت برجسته و مورد احترام جهانی، تمرکز خود را بر مبارزه با فقر و بیماری ایدز از طریق بنیاد خیریه نلسون ماندلا معطوف کرد.
ماندلا در بخش زیادی از زندگی‌اش چهره‌ای بحث‌برانگیز بود. منتقدان جناح راست او را به‌عنوان یک تروریست کمونیست محکوم می‌کردند و برخی از چپ‌گرایان تندرو نیز او را به دلیل تمایل زیاد به مذاکره و آشتی با حامیان رژیم آپارتاید مورد انتقاد قرار می‌دادند. با این حال، او به خاطر فعالیت‌هایش در سطح بین‌المللی تحسین شد و به‌عنوان نمادی جهانی از دموکراسی و عدالت اجتماعی شناخته می‌شود. او بیش از ۲۵۰ افتخار بین‌المللی دریافت کرد، از جمله جایزه صلح نوبل. در آفریقای جنوبی، مردم احترام زیادی برای او قائل‌اند و اغلب با نام قبیله‌ای‌اش، «مادیبا»، از او یاد می‌کنند و او را «پدر ملت» می‌نامند.

## زندگی

### آغاز
ماندلا در یک خانواده در روستای کوچک موزو در ناحیه متاتا، مرکز استان کیپ تاون از آفریقای جنوبی به دنیا آمد. پدر ماندلا، گادلا هنری مپهاکانییسوا، عضو شورای سلطنتی مردم تمبو بود، او از زمان تولد این مقام را به ارث برده بود و ماندلا نیز قرار بود چنین مقامی را به ارث ببرد. پدر ماندلا نقشی اساسی در به سلطنت رسیدن جونگینتابا دالیندیبو در تمبو داشت، دالیندیبو نیز پس از مرگ گادلا با به فرزندی گرفتن ماندلا به صورت غیررسمی این لطف وی را جبران کرد. در مجموع، پدر ماندلا چهار همسر داشت، که از این تعداد در مجموع سیزده فرزند (چهار پسر و نه دختر) داشت. ماندلا از نوسکنی فنی سومین ('سومین' از نظر نظام رتبه‌بندی پیچیده سلطنتی) همسر گادلا، در «اومزی» یا مزرعه‌ای که ماندلا بیشتر دوران کودکی خود را در آن سپری کرد به دنیا آمد.
رولیهلاهلا ماندلا در هفت سالگی، نخستین عضو خانواده خود بود که به مدرسه پا گذاشت، وی در مدرسه توسط یک معلم متدیست، با تبعیت از نام هوراسیو نلسون دریاسالار انگلیسی «نلسون» نام نهاده شد. پدر رولیهلاهلا وقتی وی نه ساله بود در نتیجه بیماری سل درگذشت، و جونگینتابا، نایب السلطنه سرپرستی وی را بر عهده گرفت. ماندلا در یک مدرسه تبلیغی وسلی در همسایگی محل زندگی نایب السلطنه مشغول به تحصیل شد. بر اساس رسوم تمبو، او در شانزده سالگی تشریف، و در مؤسسه شبانه‌روزی کلارک بری، مشغول به تحصیل فرهنگ غرب شد. او به جای سه سال، در دو سال مدرک مقدماتی خود را اخذ کرد.
ماندلا در نوزده سالگی، در سال ۱۹۳۷، به هلدتون، دانشکده وسلی در فورت بیوفورت که بیشتر خانواده سلطنتی در آن مشغول به تحصیل بودند عزیمت کرد، و به ورزش‌های بوکس و دو و میدانی علاقه‌مند شد. پس از شرکت در کنکور او شروع به تحصیل در مقطع کارشناسی علوم انسانی در دانشگاه فورت هار کرد، او در این دانشگاه با اولیور تامبو، آشنا شد و آن‌ها تبدیل به دوست و همکار پایداری شدند.
ماندلا در پایان سال اول تحصیلات خود، در تحریم شورای نمایندگی دانشجویان که در اعتراض به سیاست‌های دانشگاه انجام گرفت شرکت کرد، و پس از آن از فورت هار اخراج شد. کمی پس از آن، جونگینتابا به ماندلا و جاستیس (پسر نایب السلطنه که وارث تاج و تخت بود) اعلام کرد که قصد دارد برای هر دوی آن‌ها مراسم ازدواج ترتیب دهد. هر دو مرد جوان با ناراحتی از این مسئله به جای آنکه ازدواج کنند، تصمیم گرفتند راحتی قلمرو نایب‌السلطنه را رها کرده و به تنها جایی که امکانش بود بگریزند: ژوهانسبورگ. ماندلا به محض ورود به ژوهانسبورگ، به عنوان نگهبان معدن شروع به کار کرد. اما، بلافاصله پس از آنکه کارفرمای وی پی برد که ماندلا پسر ناتنی نایب‌السلطنه است که از خانه گریخته وی را اخراج کرد. پس از آن ماندلا به لطف ارتباطی که با دوست و همکار خود والتر سیسولو داشت به عنوان منشی یک شرکت حقوقی شروع به کار کرد. ماندلا در حین کار، تحصیلات خویش را به صورت مکاتبه‌ای در دانشگاه آفریقای جنوبی (UNISA) به اتمام رساند، و پس از آن شروع به تحصیل در رشته حقوق در دانشگاه ویتواترسرند کرد. ماندلا در این مدت در شهرکی به نام الکساندرا زندگی می‌کرد.

### فعالیت سیاسی
پس از آنکه حزب ملی‌گرا که اکثریت اعضای آن را آفریکانسهای طرفدار سیاست جدایی نژادی آپارتاید تشکیل می‌دادند در انتخابات ۱۹۴۸ پیروز شد، ماندلا در مخالفت کنگره ملی آفریقا در سال ۱۹۵۲ و مبارزات کنگره خلق در سال ۱۹۵۵، که اتخاذ منشور آزادی توسط آن برنامه بنیادین آرمان ضد آپارتاید را فراهم می‌کرد نقشی اساسی داشت. در این زمان، ماندلا و همکارش اولیور تامبو شرکت حقوقی ماندلا و تامبو را مدیریت می‌کردند، و خدمات حقوقی رایگان یا ارزان قیمت در اختیار آن دسته از سیاهانی که قادر به برخورداری از نمایندگی قانونی نبودند قرار می‌دادند.
ماندلا که در آغاز طرفدار مبارزه عمومی غیر خشونت‌آمیز بود، در ۵ دسامبر ۱۹۵۶ به همراه ۱۵۰ تن دیگر دستگیرشده، و متهم به خیانت شد. محاکمه به اتهام خیانت از ۱۹۵۶ تا ۱۹۶۱ ادامه یافت، و همگی آنان تبرئه شدند. از سال ۱۹۵۲ تا ۱۹۵۹ با روی کار آمدن طبقه جدیدی از فعالان سیاه‌پوست (آفریکانیست) در شهرک‌ها که خواستار اتخاذ تدابیر جدی‌تری علیه رژیم حزب ملی‌گرا بود، فعالیت کنگره ملی آفریقا با اختلالات زیادی همراه بود. رهبران کنگره ملی آفریقا یعنی آلبرت لوتولی، اولیور تامبو و والتر سیسولو نه تنها احساس می‌کردند که تحولات با سرعت زیادی در حال رخ دادن است، بلکه رهبری خود را نیز در خطر می‌دیدند. در نتیجه آنان در تلاش برای جلب موقعیتی بهتر از آفریکانیست‌ها بر آن شدند که موقعیت خود را از طریق اتحاد با احزاب سیاسی کوچک سفیدپوست‌ها، رنگین‌پوست‌ها و هندی‌ها بهبود بخشند. آفریکانیست‌ها کنفرانس منشور آزادی را که در سال ۱۹۵۵ در کلیپتون برگزار شد به باد تمسخر گرفتند. دلیل آن‌ها برای این کار آن بود که کنگره ملی آفریقا که بیش از ۱۰۰ هزار عضو داشت در اتحادیه کنگره تنها یک حق رأی داشت. در این اتحادیه چهار دبیرکل از پنج حزب حاضر از اعضای حزب کمونیست آفریقای جنوبی (SACP) داشت، که به شدت به سیاست‌های مسکو پایبند بودند.
در سال ۱۹۵۹، پس از آنکه بیشتر آفریکانیست‌ها، با حمایت مالی از غنا و پشتیبانی چشمگیر سیاسی از جانب باسوتو مستقر در ترنسوال از این کنگره جدا شده و تحت رهبری رابرت سوبوکوه و پوتالکو لبالو، کنگره پان آفریکانیست را تشکیل دادند کنگره ملی آفریقا بیشتر حمایت نظامی خود را ازدست داد. پس از قتل‌عام حامیان کنگره پان آفریکانیست، در مارس ۱۹۶۰، و تحریم کنگره پان آفریکانیست و کنگره ملی آفریقا، کنگره ملی آفریقا و حزب کمونیست آفریقای جنوبی به متابعت از جنبش مقاومت آفریقا (شورشیان لیبرال) و کنگره پان آفریکانیست پرداختند. لوتولی، که متهم به بی‌اعتنایی شده بود، به حاشیه کشانده شد، و کنگره ملی آفریقا و حزب کمونیست آفریقای جنوبی به کنفرانس فراگیر آفریقا در سال ۱۹۶۱، که تمامی احزاب در آن گرد آمدند تا به راهبرد مشترکی دست یابند متوسل شدند و در این کنفرانس ماندلا با اعلام تشکیل اومخونتو وسیزوه، که بر اساس ایرگو، نهضت چریکی یهودیان، تشکیل شده و رهبری آن را ماندلا و دنیس گلدبرگ، لیونل «راستی» برنشتاین، و هارولد ولپه فعالان یهودی حزب کمونیست آفریقای جنوبی بر عهده داشتند دعوت به مبارزه نظامی‌کرد.
پس از آن ماندلا پنهانی کشور را ترک کرد و با رهبران آفریقا در الجزایر و دیگر نقاط دیدار کرد. ماندلا که از پی بردن به عمق حمایت از کنگره پان آفریکانیست و عقیده عموم مبنی بر آنکه کنگره ملی آفریقا یک انجمن کوچک وابسته به قبیله خهوسا و تحت کنترل سفیدپوستان کمونیست قرار دارد شگفت زده شده بود، به آفریقای جنوبی بازگشت و مصمم شد تا بخش ملی‌گرای آفریقا را در اتحاد کنگره تقویت کند. تصور بر این است که بحث ماندلا با رهبران حزب کمونیست آفریقای جنوبی بر سر این مسئله منجر به دستگیری وی در نزدیکی هوویک شد. ویلیام بلوم، یکی از کارکنان سابق وزارت امور خارجه آمریکا، گفته‌است سازمان سیا محل اختفای ماندلا را به پلیس اعلام کرده بود. این در حالی است که نام ماندلا تا سال ۲۰۰۸ در فهرست سیاه تروریستی آمریکا باقی ماند.

### دستگیری و زندانی شدن
در سال ۱۹۶۱، ماندلا رهبری اومخونتو وسیزوه (به معنای «نیزه ملت»، و نیز با علامت اختصاری “MK”) شاخه نظامی کنگره ملی آفریقا (ANC) را که خود یکی از بنیان‌گذاران آن بود بر عهده گرفت. او مبارزات خرابکاری علیه اهداف نظامی و دولتی را رهبری کرده، و طرح‌هایی تدوین کرد تا در صورتی که خرابکاری نتوانست به آپارتاید خاتمه دهد به جنگ چریکی متوسل شود. چند دهه بعد، خصوصاً در دهه ۱۹۸۰، اومخونتو وسیزوه تبدیل به جنگ چریکی علیه رژیم حاکم شد. ماندلا همچنین در خارج از کشور مبادرت به جمع‌آوری کمک‌های مالی برای MK کرد، و در دیدار با برخی از دولت‌های آفریقا ترتیباتی برای آموزش شبه نظامی داد.
در ۵ اوت ۱۹۶۲، ماندلا پس از هفده ماه گریز دستگیرشده و در دژ ژوهانسبورگ زندانی شد. ویلیام بلوم، یکی از کارکنان سابق وزارت امور خارجه آمریکا، گفته‌است سازمان سیا محل اختفای ماندلا را به پلیس اعلام کرده بود. سه روز بعد، در حضور ماندلا در دادگاه وی متهم به رهبری اعتصاب کارگران در سال ۱۹۶۱ و ترک غیرقانونی کشور شد. در ۲۵ اکتبر ۱۹۶۲، ماندلا به پنج سال زندان محکوم شد. دو سال بعد در ۱۱ ژوئن ۱۹۶۴، به اتهام شرکت ماندلا در کنگره ملی آفریقا (ANC) برای وی حکم دیگری صادر شد.
درحالی‌که ماندلا در زندان بود، پلیس در ۱۱ ژوئیه ۱۹۶۳، رهبران کنگره ملی آفریقا را در مزرعه لیلیسلی، در ریوونیا، واقع در شمال ژوهانسبورگ دستگیر کرد. ماندلا نیز به محاکمه ریوونیا کشانده شد، و در این روند ماندلا، احمد کاترادا، والتر سیسولو، گووان مبکی، آندرو ملانجلی، ریموند مهلابا، الیاس موتسوئالدی، والتر مکوایی (که در حین محاکمات از زندان گریخت)، آرتور گلدریچ (که قبل از محاکمه از زندان گریخت)، دنیس گلدبرگ و لیونل «راستی» برنشتاین توسط قاضی پرسی یوتار متهم به خرابکاری و اتهاماتی معادل خیانت، که اثبات آن برای دولت ساده‌تر بود شدند.
ماندلا در بیانیه خود که از جایگاه متهم در آغاز جلسه دفاع خود در محاکمه ۲۰ آوریل ۱۹۶۴ در دیوان عالی پرتوریا بیان کرد، به تبیین دلیل توسل کنگره ملی آفریقا به استفاده از تاکتیک خشونت پرداخت. بیانیه وی نشان می‌داد که چگونه کنگره ملی آفریقا تا پیش از قتل‌عام شارپویل سال‌ها از طریق صلح‌آمیز به دنبال مقابله با آپارتاید بوده‌است. این حادثه که هم‌زمان با برگزاری همه‌پرسی تأسیس جمهوری آفریقای جنوبی و اعلام وضعیت فوق‌العاده هم‌زمان با ممنوعیت فعالیت کنگره ملی آفریقا بود تنها چاره‌ای که برای کنگره ملی آفریقا باقی گذاشت توسل به خرابکاری بود. هر اقدام دیگری معادل تسلیم بی‌قید و شرط بود. ماندلا به ارائه توضیحاتی در مورد طراحی Manifesto of Umkhonto در تاریخ ۱۶ دسامبر ۱۹۶۱ به منظور افشای شکست سیاست کنگره ملی آفریقا پس از امتناع بیگانگان از سرمایه‌گذاری در کشور پرداخت. او با این عبارات به اظهارات خود خاتمه داد:

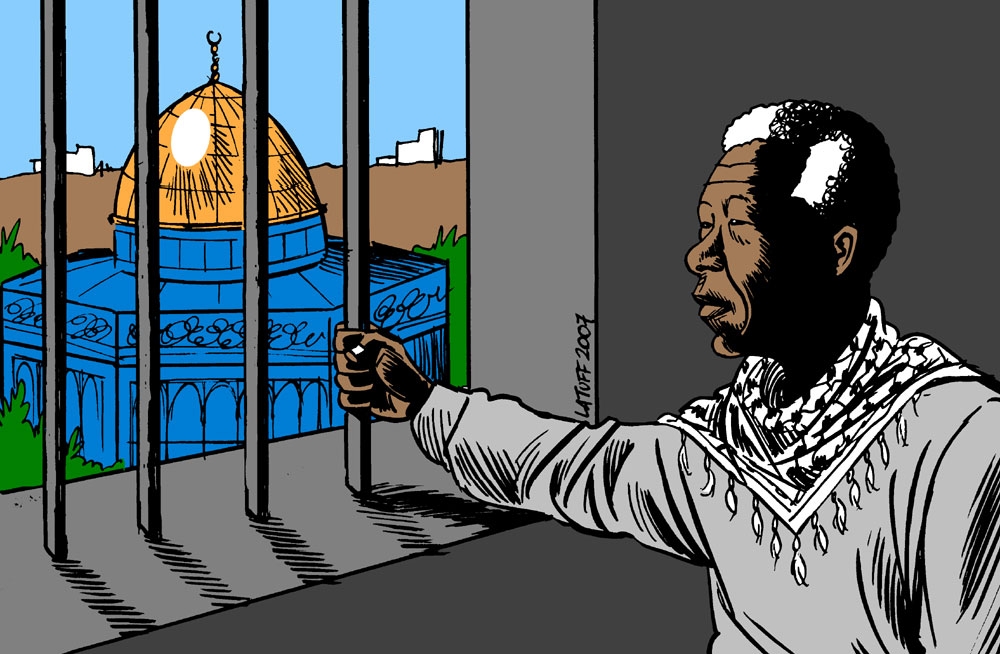
کاریکاتوری از کارلوس لاتوف که ماندلا را با زندانیان فلسطینی مقایسه می‌کند.

«در طول زندگی‌ام خود را وقف مردم آفریقا کرده‌ام. با استیلای سفیدپوستان مبارزه کرده‌ام، و با استیلای سیاهان نیز مبارزه کرده‌ام. به دنبال آرمان جامعه‌ای آزاد و دموکراتیک که همه بتوانند در آن در توازن و با فرصت‌هایی برابر زندگی کنند بوده‌ام. این آرمان من است که امیدوارم با آن زندگی کرده و بدان دست یابم. اما اگر نیاز باشد آماده‌ام برای این آرمان بمیرم.»
برام فیشر، ورنون بران، خوئل جوفه، آرتور چاسکالسون و جورج بیزوس اعضای تیم وکلای مدافع متهمان بودند. هارولد هنسون در پایان جریان محاکمه برای درخواست تخفیف در مجازات به جمع وکلای مدافع پیوست. همگی متهمان به استثنای راستی برنشتاین گناهکار شناخته شده، اما از مجازات مرگ گریخته و در تاریخ ۱۲ ژوئن ۱۹۶۴ محکوم به حبس ابد شدند. از جمله موارد اتهامات آنان می‌توان از این موارد نام برد: شرکت در اقدامات نظامی، خصوصاً چهار مورد اتهام خرابکاری، که ماندلا همه آن‌ها را پذیرفت، و توطئه برای کمک به دیگر کشورها در جهت حمله به آفریقای جنوبی، که ماندلا این اتهام را نپذیرفت.
ماندلا در جزیره روبن زندانی شد و از بیست و هفت سال زندان متعاقب آن هیجده سال را در این زندان به سر برد. در این زندان بود که ماندلا زندگی‌نامه خود را، تحت عنوان راه طولانی به سوی آزادی نوشت. اما، ماندلا هیچ چیزی در مورد همدستی فردریک دکلرک در خشونت‌های دهه‌های هشتاد و نود، یا نقش همسر سابق خود وینی ماندلا در آن قتل‌عام افشا نکرد. اما، او بعدها در همکاری با دوست روزنامه‌نگار خود آنتونی سمپسون به بررسی این مسائل در ماندلا: زندگی‌نامه تأیید شده پرداخت. ماندلا در مدتی که در زندان بود، همچنان با کنگره ملی آفریقا در ارتباط بود، و این کنگره در تاریخ ۱۰ ژوئن ۱۹۸۰ بیانیه‌ای از جانب وی منتشر کرد، که بخشی از آن به شرح زیر است:
«متحد شوید! بسیج شوید! بجنگید! باید آپارتاید را در بین سندان اقدامات توده‌های متحد و چکش مبارزه مسلحانه در هم بکوبیم!»
در فوریه ۱۹۸۵ رئیس‌جمهوری آفریقای جنوبی پیشنهاد آزادی مشروط او را به شرط محکوم کردن بی‌قید و شرط خشونت به عنوان ابزاری سیاسی را داد. وزرا با این پیشنهاد مخالف بودند زیرا معتقد بودند ماندلا هرگز در ازای آزادی شخصی به این متعهد نخواهد شد که سازمانش مبارزه مسلحانه را خاتمه بدهد. ماندلا پیشنهاد را قویاً رد کرد و از طریق دخترش زیندزی در اعلامیه‌ای گفت «چه آزادی به من پیشنهاد می‌شود درحالی‌که سازمان مردم ممنوع باقی می‌ماند؟ تنها مردم آزاد می‌توانند مذاکره کنند. یک زندانی نمی‌تواند قرارداد ببندد.»
نلسون ماندلا از نمادهای برجسته مبارزه برای آزادی و برابری سیاه‌پوستان و از زمینه‌سازان وحدت آفریقای جنوبی جدید به‌شمار می‌رود.

### آزادی
ماندلا تا فوریه ۱۹۹۰ که تلاش کنگره ملی آفریقا و مبارزات بین‌المللی با شعار «نلسون ماندلا را آزاد کنید!» منجر به آزادی وی شد همچنان در زندان باقی‌ماند. فردریک د کلرک رئیس‌جمهور نیز هم‌زمان دستور آزادی ماندلا، و پایان ممنوعیت فعالیت کنگره ملی آفریقا را صادر کرد.
ماندلا در روز آزادی خود یعنی ۱۱ فوریه ۱۹۹۰، به ایراد سخنرانی‌ای خطاب به ملت پرداخت. وی هم‌زمان با اعلام پایبندی خود به صلح و آشتی با اقلیت سفیدپوستان کشور، به وضوح اعلام کرد که مبارزه مسلحانه کنگره ملی آفریقا هنوز به پایان نرسیده‌است:
«توسل ما به مبارزه مسلحانه در سال ۱۹۶۰ با تشکیل (اومخونتو وسیزوه) شاخه نظامی کنگره ملی آفریقا صرفاً اقدامی دفاعی در برابر خشونت آپارتاید بود. عواملی که ایجاب‌کننده مبارزه مسلحانه بود امروز همچنان باقی است. ما چاره‌ای جز ادامه نداریم. امیدواریم به زودی شرایطی برای حل این مسائل از طریق مذاکره فراهم شود، تا دیگر نیازی به مبارزه مسلحانه نباشد.»
اما وی اعلام کرد که توجه وی معطوف به برقراری صلح برای اکثریت سیاه‌پوست و دادن حق رأی به آنان چه در انتخابات کشوری و چه در انتخابات محلی است.

### ریاستکنگره ملی آفریقاو ریاست جمهوری آفریقای جنوبی
نخستین انتخابات دموکراتیک آفریقای جنوبی که در آن همه افراد می‌توانستند شرکت کنند در تاریخ ۲۷ آوریل ۱۹۹۴ برگزار شد. کنگره ملی آفریقا اکثریت را در انتخابات به خود اختصاص داد، و ماندلا، به عنوان رهبر کنگره ملی آفریقا، به عنوان نخستین رئیس‌جمهور سیاه‌پوست کشور برگزیده شد، و در دولت اتحاد ملی دکلرک از حزب ملی‌گرا به عنوان معاون رئیس‌جمهور برگزیده شد.
ماندلا به عنوان رئیس‌جمهور از مه۱۹۹۴ تا ژوئن ۱۹۹۹، رهبری انتقال از فرمانروایی اقلیت و آپارتاید را بر عهده داشت، و به خاطر حمایت از صلح ملی و بین‌المللی تحسین بین‌المللی را به دست آورد.
اما خصوصاً زمانی که آفریقای جنوبی در سپتامبر ۱۹۹۸ و در زمان ریاست‌جمهوری وی به لسوتو حمله کرد، انتقاداتی از دولت وی به عمل آمد.
زمانی که آفریقای جنوبی میزبانی جام جهانی راگبی ۱۹۹۵ را بر عهده داشت، نلسون ماندلا اتباع غیر سفیدپوست آفریقای جنوبی را به حمایت از تیم اتحادیه ملی راگبی آفریقای جنوبی که پیش از آن مورد نفرت همگان بود دعوت کرد. پس از آنکه تیم اسپرینگبوک با پیروزی بر نیوزیلند به قهرمانی رسید، ماندلا با پوشیدن لباس اسپرینگبوک جام قهرمانی را به کاپیتان سفیدپوست این تیم، فرانکو پینار اهدا کرد. این اقدام ماندلا گامی مهم در راستای برقراری آشتی میان سیاهان و سفیدپوستان آفریقای جنوبی محسوب شد.
برخی گروه‌ها نیز از پیشرفت اجتماعی دولت ماندلا، خصوصاً در زمینه ناکارآمدی دولت در رویارویی با بیماری ایدز انتقاد کردند.
ماندلا پس از بازنشستگی، اذعان کرد که عدم توجه کافی وی به همه‌گیری HIV/AIDS ممکن بود عواقب وخیمی برای کشورش به همراه داشته باشد. وی در فرصت‌های مختلف اهمیت این بحران آفریقای جنوبی را گوشزد کرده‌است.

### دیپلماسی بین‌المللی
برای کمک به انجام محاکمه لاکربی ماندلا علاقه بسیاری به پایان دادن به اختلاف دیرین میان لیبی از یک سو، و ایالات متحده آمریکا و انگلستان از سوی دیگر، در مورد محاکمه دو لیبیایی متهم به مشارکت در سقوط هواپیمای خطوط هوایی آمریکا در تاریخ ۲۱ دسامبر ۱۹۸۸ که ۲۷۰ کشته بر جای گذاشت داشت. ماندلا در نوامبر ۱۹۹۴، پیشنهاد کرد که آفریقای جنوبی به عنوان یک کشور بی‌طرف محل برگزاری محاکمه بمب‌گذاری در پرواز شماره ۱۰۳ پن‌امریکن انتخاب شود اما جان میجر نخست‌وزیر انگلیس این درخواست وی را نپذیرفت. سه سال بعد ماندلا در سفر خود به لندن در ژوئیه ۱۹۹۷ بار دیگر این درخواست را برای جانشین میجر، یعنی تونی بلر، مطرح کرد. چندی بعد در همان سال، در گردهمایی رهبران کشورهای همسود (CHOGM) در اکتبر ۱۹۹۷ درادینبورگ ماندلا هشدار داد: «هیچ کشوری نباید نقش دادخواه، دادستان یا قاضی را بازی کند.» پس از چندی قرار شد محاکمه در کمپ زَیست در هلند، و بر اساس قانون اسکاتلند، برگزار شود و ماندلا در آوریل ۱۹۹۹گفتگو با سرهنگ قذافی را برای تحویل دو متهم (مقراهی و فیمه) آغاز کرد.
پس از نه ماه محاکمه، رأی در تاریخ ۳۱ ژانویه ۲۰۰۱ صادر شد. فیمه تبرئه شد اما مقراهی گناهکار شناخته شد و به ۲۷ سال زندان در اسکاتلند محکوم شد. درخواست تجدیدنظر مقراهی در مارس ۲۰۰۲، رد شد و ماندلا در ۱۰ ژوئن ۲۰۰۲ به دیدار وی در زندان بارلینی رفت. ماندلا در اتاق دیدار با زندانیان در کنفرانسی خبری گفت، «مقراهی کاملاً تنهاست.» «کسی نیست تا با او حرف بزند. تنها ماندن یک انسان در طول دروه محکومیت خود یک عذاب روانی است.» ماندلا همچنین افزود: «شاید عادلانه باشد تا او به یک کشور مسلمان انتقال یابد چراکه کشورهای مسلمانی نیز هستند که مورد اعتماد غرب باشند. اگر او در کشوری همانند مراکش، تونس یا مصر باشد خانواده‌اش راحت‌تر می‌توانند به دیدار وی بروند.» پس از آن مقراهی به زندان گریناک منتقل شد و وی دیگر در سلول انفرادی به سر نمی‌برد. کمیسیون بررسی پرونده‌های جنایی اسکاتلند اخیراً در حال بررسی پرونده وی است، و انتظار می‌رود رأی به ارجاع پرونده مقراهی به دیوان عالی اسکاتلند برای تجدیدنظر مجدد دهد.

#### سفر به ایران
ماندلا یک بار در دوره ریاست جمهوری اکبر هاشمی رفسنجانی و بار دیگر در دوره محمد خاتمی به ایران سفر کرد. او در دیدار با سید علی خامنه‌ای او را رهبر خود خواند. خامنه‌ای نیز تلاش‌های او را مورد ستایش قرار داد.

### ازدواج
ماندلا سه بار ازدواج کرد. وی نخستین بار با اولین نتوکو میس ازدواج کرد که گرچه با وی در ژوهانسبورگ آشنا شد، او نیز مانند خود ماندلا، اهل ناحیه‌ای بود که بعدها منطقه ترانسکی آفریقای جنوبی نام گرفت. این زوج دو پسر به نام‌های مادیبا (تمبی) و ماکگاتو، و دو دختر داشتند که هر دو ماکازیوه نام داشتند. دختر اول آنان در نه ماهگی درگذشت، و آنان دومین دختر خود را نیز ماکازیوه نامیدند. همه فرزندان آنان در واترفورد کامهلابا تحصیلات خود را انجام دادند. این زوج پس از ۱۳ سال در سال ۱۹۵۷ از یکدیگر جدا شدند، دلیل جدایی آنان شور انقلابی ماندلا بود و اینکه مذهب همسر ماندلا مذهبی بود که به تبلیغ سیاست بی‌طرفی سیاسی می‌پرداخت.
همسر دوم ماندلا، وینی مادیکیزلا-ماندلا، نیز اهل منطقه ترانسکی بود، گرچه آن دو نیز در ژوهانسبورگ، یعنی شهری که وینی نخستین مددکار اجتماعی سیاه‌پوست آن بود با هم آشنا شدند. بعدها، وینی قربانی اختلاف خانوادگی ناشی از نزاع سیاسی کشور شد؛ در حالی که شوهرش به اتهام تروریسم و خیانت در زندان جزیره رابن مشغول گذراندن حبس ابد بود، پدرش به سمت وزارت کشاورزی ترانسکی برگزیده شد. اختلافات سیاسی منجر به جدایی (آوریل ۱۹۹۲) و طلاق (مارس ۱۹۹۶) شد.
ماندلا در هشتادمین سالگرد تولد خود با گراکا ماچل، بیوه سامورا ماچل، رئیس‌جمهور سابق موزامبیک و متحد کنگره ملی آفریقا که دوازده سال پیش در سانحه هوایی کشته شده بود ازدواج کرد.

### بازنشستگی
ماندلا پس از پایان دوره ریاست جمهوری خود در سال ۱۹۹۹، تبدیل به یکی از طرفداران سازمان‌های فعال اجتماعی و حقوق بشر شد. وی جوایز بین‌المللی بسیاری از جمله نشان لیاقت و نشان سنت جان از ملکه الیزابت دوم و نشان آزادی ریاست جمهوری از جرج دبلیو بوش دریافت کرد.
ماندلا در سفر خود به کانادا در سال ۱۹۹۸، به سخنرانی در جمع ۴۵٬۰۰۰ دانش‌آموز در اسکایدوم در شهر تورنتو پرداخت و مورد استقبال آنان قرار گرفت. در سال ۲۰۰۱، او نخستین فرد زنده‌ای نام گرفت که به عنوان شهروندی افتخاری کانادا برگزیده شد (تنها فردی که پیش از وی این عنوان را به دست آورده بود رائول والنبرگ، بود که پس از مرگ به چنین عنوانی دست یافته بود). گرچه دولت کانادا امیدوار بود ماندلا با تمامی آرا به عنوان شهروند افتخاری نائل شود، اما این امر به دلیل مخالفت حزب اتحاد کانادا و اعتراض راب اندرس نماینده پارلمان در مجلس کانادا مبنی بر اینکه ماندلا سابقاً یک «کمونیست و تروریست» بوده حاصل نشد.
در همین حال، وی نخستین عضو افتخاری حکم کانادا، یکی از معدود اتباع کشورهای بیگانه بود که بالاترین نشان افتخار کانادا را به دست می‌آورد.
در تابستان ۲۰۰۱، بیماری سرطان پروستات ماندلا شناسایی و درمان شد. وی در طول هفت هفته درمان شد.
در سال ۲۰۰۳، ماندلا طی چند سخنرانی از سیاست خارجی دولت جرج دبلیو بوش انتقاد کرد، و اعلام کرد که جرج دبلیو بوش در مورد مسئله جنگ عراق و در قضیه عدم متابعت از سازمان ملل متحد و دبیرکل آن کوفی عنان ممکن است انگیزه‌های نژادپرستانه داشته باشد. «آیا این به این خاطر است که دبیرکل سازمان ملل متحد یک سیاه‌پوست است؟ آنان هیچگاه در زمانی که دبیرکل سازمان ملل متحد سفیدپوست بود چنین اقداماتی انجام نمی‌دادند»
این اظهارات ماندلا حتی در میان برخی از طرفداران وی نیز، اعتراضاتی را به همراه داشت.
بعدها در همان سال، او به حمایت از ۴۶۶۶۴ بنیاد خیریه ایدز که نام آن از روی شماره زندان وی انتخاب شده بود، پرداخت.
ماندلا در ژوئن ۲۰۰۴، در ۸۵ سالگی، اعلام کرد که از زندگی سیاسی کناره‌گیری خواهد کرد. سلامتی وی رو به وخامت نهاده بود و وی می‌خواست زمان بیشتری را در کنار خانواده‌اش سپری کند. اما وی مبارزه علیه ایدز را از این مسئله مستثنی کرده بود. او در ژوئیه ۲۰۰۴، به بانگکوک پرواز کرد تا در پانزدهمین کنفرانس بین‌المللی ایدز سخنرانی کند. پسر او، ماکگاتو ماندلا، در ۶ ژانویه ۲۰۰۵ در نتیجه ابتلاء به ایدز درگذشت.
ماندلا همچنین از نهضت بین‌المللی مبارزه با فقر که گروه ONE نیز بخشی از آن است اعلام حمایت کرده‌است.
در ۲۳ ژوئیه ۲۰۰۴، شهر ژوهانسبورگ با اعطای نشان آزادی شهر در جشنی اورلاندو، سووتو بالاترین نشان افتخار خود را به ماندلا اعطا کرد.
امروزه، ماندلا هنوز برای سازمان‌های آموزشی جهان همانند United World Colleges و Round Square که برای عقاید وی در زمینه صلح جهانی اهمیت زیادی قائلند از چهره‌های سرشناس جهان محسوب می‌شود. کمیته بین‌المللی المپیک برای چهره برگزیده فعال در زمینه مسائل بشر دوستانه یعنی المپیک زمستانی ۲۰۰۶ ماندلا از اهمیت زیادی قائل است.

## مرگ
وی روز پنجشنبه ۵ دسامبر ۲۰۱۳ (۱۴ آذر ۱۳۹۲) در شهر ژوهانسبورگ در آفریقای جنوبی در سن ۹۵ سالگی درگذشت. جیکوب زوما، رئیس‌جمهور آفریقای جنوبی در بیانیه‌ای تلویزیونی این خبر را اعلام کرد و گفت که آقای ماندلا اکنون «ما را ترک کرده‌است.» زوما گفت که ماندلا در ساعت هشت و ۲۰ دقیقه به وقت محلی درحالی که اعضای خانواده‌اش در کنارش بودند در آرامش درگذشت.

### خاکسپاری
پیکر وی ده روز پس از مرگ در جمع خانواده و هزاران تن از دوستدارانش در روستای زادگاهش قونو و در گورستانی خانوادگی به خاک سپرده شد. در آیین خاکسپاری او حدود ۴۵۰ نفر از اعضای خانواده‌اش حضور داشتند که او را طبق آداب سنتی قبیله‌ای که در آن زاده شده، به دور از لنز دوربین‌ها به خاک سپردند.
حدود ۴۵۰۰ نفر از سیاستمداران بین‌المللی از جمله رئیس‌جمهور سابق آمریکا باراک اوباما و هیئت‌های نمایندگی نهادهای اجتماعی مختلف به مراسم خاکسپاری نلسون ماندلا حضور داشتند.

## میراث
پس از گشودن وصیت‌نامه ماندلا مشخص شد، وی در سال ۲۰۰۴ وصیت‌نامهٔ خود را نوشته و چهار سال بعد اصلاح کرده بود. ماندلا در کنار وصیت‌نامه، برای هریک از بازماندگان خود یک متن توضیحی کنار گذاشته‌است. به موجب این وصیت‌نامه از ماندلا سه میلیون یورو دارایی باقی‌مانده که نیمی از آن صرف امور خیریه می‌شود.

### سهم بنیاد خانوادگی و حزب کنگره ملی
وصیت‌نامهٔ ماندلا طی آیینی با حضور بازماندگان وی گشوده شد. ارزش میراث مالی باقی‌مانده از وی ۴۶ میلیون راند بود که به حدود سه میلیون یورو می‌رسد. به موجب این وصیت‌نامه حدود نیمی از این ثروت به همسر ماندلا (گراسا ماشل) رسید و بقیه آن بین بنیاد خانوادگی ماندلا، حزب، مراکز آموزشی و همکاران قدیمی وی تقسیم شد. همچنین ماندلا سه خانهٔ خود را به بنیاد خانوادگی ماندلا بخشید. یکی از این خانه‌ها در زادگاه ماندلا قرار دارد که پیکر او در همان‌جا به خاک سپرده شده‌است. سود ناشی از فروش کتاب‌ها و پروژه‌های ماندلا نیز به این بنیاد می‌رسد. ده تا سی درصد از دارایی‌های ماندلا برای پیش‌برد پروژهٔ «اصول آشتی میان انسان‌ها در آفریقای جنوبی» در اختیار حزب کنگرهٔ ملی آفریقا که به وسیله ماندلا بنیادگذاری شد گذاشته می‌شود. به هریک از همکاران پیشین ماندلا ۳ هزار یورو و به دو دانشگاه و سه مدرسه هرکدام ۶ هزار و ۷۰۰ یورو تعلق می‌گیرد. خانه رئیس‌جمهور پیشین در ژوهانسبورگ، پایتخت آفریقای جنوبی، به خانوادهٔ پسر او ماکگاتو می‌رسد که چند سال پیش درگذشت. بر اساس وصیت ماندلا این خانه باید به محل گردهمایی اعضای خانواده وی تبدیل شود. تا بر اساس خواست رئیس‌جمهور پیشین «آن‌ها تا سال‌ها پس از مرگ وی همبستگی خود را حفظ کنند».

### معافیت فرزندان از بازپرداخت بدهی‌ها
در وصیت‌نامهٔ ماندلا روشن شده‌است که او در زمان حیات خود ۲۲۲ هزار یورو به فرزندانش قرض داده بود. وی فرزندان خود را از بازپرداخت این بدهی‌ها معاف کرد.

## روز بین‌المللی نلسون ماندلا
روز بین‌المللی نلسون ماندلا یا روز ماندلا، آیینی است که هر ساله در ۱۸ ژوئیه به افتخار ماندلا جشن گرفته می‌شود. این روز در نوامبر ۲۰۰۹ رسماً توسط سازمان ملل متحد نامگذاری شد.
۱۸ ژوئیه زادروز ماندلا است.

## آثار
ماندلا کتاب‌ها و مقالات متعددی منتشر کرده‌است. خاطرات وی با نام راه دشوار آزادیبا ترجمه مهوش غلامی به فارسی منتشر شده‌است. آخرین کتاب در مورد وی با نام انگلیسی Conversation with Myself - "خودگویی‌های من"- که در سال ۲۰۱۱ از سوی بنیاد ماندلا مشتمل بر ناگفته‌های زندگی وی انتشار یافته در سال ۱۳۹۰ در زبان فارسی با عنوان پندارها و گفتارها با ترجمه علی‌اکبر عبدالرشیدی انتشار یافته‌است و در سال ۱۳۹۵به زبان کردی باترجمه مهرداد رحیمیان منتشر شد.

### سانسور آثار
در هشتمین نمایشگاه کتاب آمد (دیاربکر) در کردستان ترکیه در دسامبر ۲۰۲۴ پلیس ترکیه کتاب راه دشوار آزادی نلسون ماندلا و سه کتاب دیگر از نویسندگان و فعالان سیاسی کُرد را از غرفۀ انتشارات آرام توقیف و یکی از کارکنان این غرفه را نیز بازداشت کرد.

## جوایز و افتخارات
- عفو بین‌الملل سفیر جایزه وجدان (۲۰۰۶)
- جایزه صلح نوبل (۱۹۹۳)
- عضو افتخاری کانادا
- حکم سنت جورج
- مدال آزادی ریاست‌جمهوری
- جایزه صلح لنین (۱۹۹۰)
- بهارات رانتا (۱۹۹۰)
- حکم لیاقت
- آزادی شهر از ژوهانسبورگ (۲۰۰۴)
- جمهوری اسلامی (۲۰۰۱)

## مسائل جانبی
- در صحنه آخر فیلم آمریکایی ساخت ۱۹۹۲ «مالکولم ایکس»، ماندلا که—پس از ۲۷ سال زندانی به تازگی آزاد شده‌است – به صورت یک معلم مدرسه در یک کلاس درس در سووتو نشان داده می‌شود. او بخشی از یکی از سخنرانی‌های مالکولم ایکس، از جمله عبارت زیر را تکرار می‌کند: «اعلام می‌کنیم که حق داریم همانند دیگر انسان‌های زمین باشیم، و باید به عنوان انسان مورد احترام باشیم، و باید در این جامعه، بر روی این زمین، در این دوره از حقوق انسانی که خواهان احیای آن هستیم، برخوردار باشیم. . . .» آخرین عبارت این جمله از این قرار است: «به هر طریق لازم.» ماندلا به کارگردان فیلم اسپایک لی اطلاع داد که وی قادر به ادای این عبارت در برابر دوربین نیست، چرا که ممکن است دولت آپارتاید از این عبارت علیه وی استفاده کند. لی نیز نظر ماندلا را پذیرفت، و در آخرین لحظات عبارت «به هر طریق لازم» توسط خود مالکولم ایکس ادا شد.
- کوئین و پول روجر ترانه‌ای به نام بگو که واقعیت نداره در کنسرت بازگشت قهرمانان، برای جنبش ۴۶۶۶۴ نلسون ماندلا سرودند. این ترانه نوشته راجر تیلور، طبل زنکوئین سروده شده بود.
- دسته معروف اسکا خواص، که شهرتشان بیشتر به خاطر قطعات دوآهنگه آنان بود که به تبلیغ اتحاد نژادی در انگلستان می‌پرداخت ترانه‌ای با نام نلسون ماندلای آزاد سرود. در سال ۱۹۸۴، اتحادیه دانشجویان دانشکده وادهام، آکسفورد با تصویب پیشنهادی اعلام کرد که تمامی دانشکده‌ها این ترانه را به یاد نلسون ماندلا، جایگزین 'باپ' (دیسکو) کنند، و علی‌رغم آزادی ماندلا این روند همچنان ادامه دارد.
- ماندلا علاقه زیادی به پارچه‌های نقش‌دار دارد. او حتی در موقعیت‌های رسمی نیز پارچه‌های نقش‌دار به تن می‌کند. پیراهن‌های این سبک در آفریقای جنوبی به "پیراهن مادیباً مشهور هستند.
- سی.ان.ان. در سال ۲۰۰۳، به دلیل اشتباه در پشتیبانی از کلمه عبور سایت خود، آگهی فوت از پیش نوشته شده ماندلا و چند شخصیت سرشناس دیگر را به اشتباه در وبگاه خود منتشر کرد اعلان نادرست.
- کن لیوینگستون، شهردار لندن، با وجود مخالفت‌های زیاد خواستار نصب مجسمه‌ای از نلسون ماندلا در ضلع شمالی میدان ترافالگار است.
- جانی کلگ آوازی به نام «آسیمبونانگا (ماندلا)» را به ماندلا تقدیم کرده‌است. در این آهنگ از دیگر فعالان مخالف آپارتاید همچون استیو بیکو، ویکتوریا مخنگه، و نیل آگت نیز یاد شده‌است.
- ماندلا نیز مانند گاندی تبدیل به نماد آزادی و برابری در سراسر جهان شده‌است.
- خداحافظ بافانا، فیلمی در مورد زندگی ماندلا، ساخته شد. این فیلم در سال ۲۰۰۷ به نمایش درآمد.[۳۵]
- دیک چنی به عنوان نماینده مجلس نمایندگان ایالات متحده آمریکا، علیه مصوبه کنگره آمریکا که خواستار آزادی ماندلا از زندان شده بود، رأی داد. چند سال بعد، ماندلا چنی را «دایناسور» خواند.
- ماندلا در «جشن بشردوستانه» المپیک اظهاراتی به قرار زیر ادا کرد:

«هفده روز، هم‌اتاقی هستند.» هفده روز، رفیق شفیق هستند.
«و بیست و دو ثانیه، رقیب هم هستند.» هفده روز برابر. بیست و دو ثانیه رقیب.
«چه دنیای جالبی است.» این همان امیدی است که در بازی‌های المپیک می‌بینم.
- ماندلا در سفر باشگاه منچستر یونایتد به آفریقای جنوبی در تابستان ۲۰۰۶ عضو افتخاری این باشگاه شد.
- به گفته تایم ۱۰۰، ماندلا یکی از چهار نفری است که در طول تاریخ در شکل‌گیری قرن بیستم و اوایل قرن بیست و یکم نقش داشته‌است. سه تن دیگر عبارت‌اند از بیل گیتس، پاپ ژان پل دوم، و اوپرا وینفری.
- وی در سال ۱۹۹۲ جایزه منسوب به آتاتورک که از سوی ترکیه به وی اهدا شده بود را نپذیرفت.[۳۶]

فیلم سینمایی سال ۲۰۱۳
این فیلم ۱۴۶ دقیقه‌ای با عنوان ماندلا، راه طولانی تا آزادی با شرکت ادریس البا بازیگر بریتانیایی بر اساس زندگی‌نامه‌ای با همین عنوان از ماندلا تهیه شد. فیلم رکورد فروش فیلم‌هایی که در روزهای تعطیلات اکران نمی‌شوند را شکست و از همان روزهای نخست به پرفروش‌ترین فیلم در بازار سینمایی آفریقای جنوبی بدل شد.

### شکست ناپذیر
شعر «شکست ناپذیر» که شاعر فقیر و مسلول انگلیسی «ویلیام ارنست هنلی» در مواجهه با سختی‌های روزگار و بیماری سل سرود، همدم و همنشین نلسون ماندلا در ایام زندان بود که گاه‌وبیگاه زمزمه می‌کرد.
مضمون شعر مزبور این است:
در فراسوی این شب تیره که چون مغاکی میان دو قطب مرا دربرگرفته‌است، برای سرشت استوار و تسخیرناپذیر خویش، شکرگزار خدایانم. در شرایط طاقت فرسا و در چنگال ضربات زمانه سر را سندان صبور کردم. نه دست از تلاش برداشتم و نه به لابه و زاری افتادم. با پتک ایام و زیر آوار سرنوشت، سرم خونین اما برافراشته است. فراسوی این جایگاه پر نفرت و کینه، جز سایه‌های وحشت دیده نمی‌شود و تهدید و رنج سالیان مرا می‌پاید اما در من نشانی از هول و هراس نیست. از این گذرگاه تنگ و تاریک و از پیامدهای در تقدیر، واهمه‌ای ندارم. (چون) سرنوشتم را با دست خویش می‌نویسم و سردار روح خویشتنم.
عنوان فیلم شکست ناپذیر به کارگردانی «کلینت ایستوود» و با بازی «مت دیمون» Matt Damon و «مورگان فریمن» از این شعر گرفته شده‌است.